# ورزشکاه آکادمی فوتبال آرماور
ورزشکاه آکادمی فوتبال آرماور (به ارمنی: Հոբելյանական մարզադաշտ) یک ورزشگاه در ارمنستان است که در آرماویر، ارمنستان واقع شده‌است.